# 3603 Gajdusek
3603 Gajdusek је астероид главног астероидног појаса са средњом удаљеношћу од Сунца која износи 2,570 астрономских јединица (АЈ).
Апсолутна магнитуда астероида је 12,9.